# Theresia Helm
Theresia Helm, verheiratet Theresia Bruckner (* 6. April 1801 in Sierning; † 11. November 1860 in Ebelsberg), war die Mutter des Komponisten Anton Bruckner.

## Leben

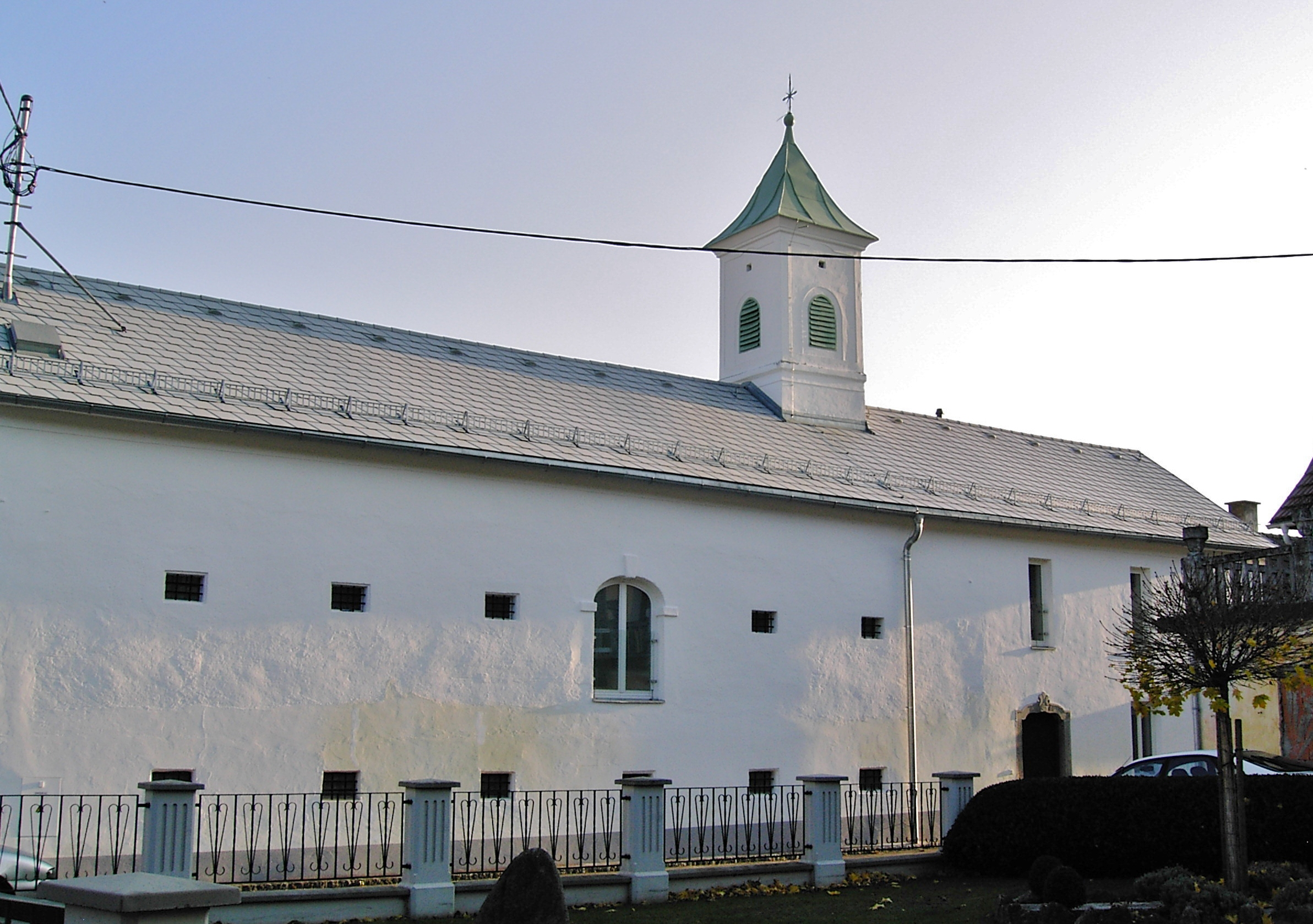
Taverne Neuzeug, Geburtshaus Theresia Helms, Theresia-Helm-Str. 28

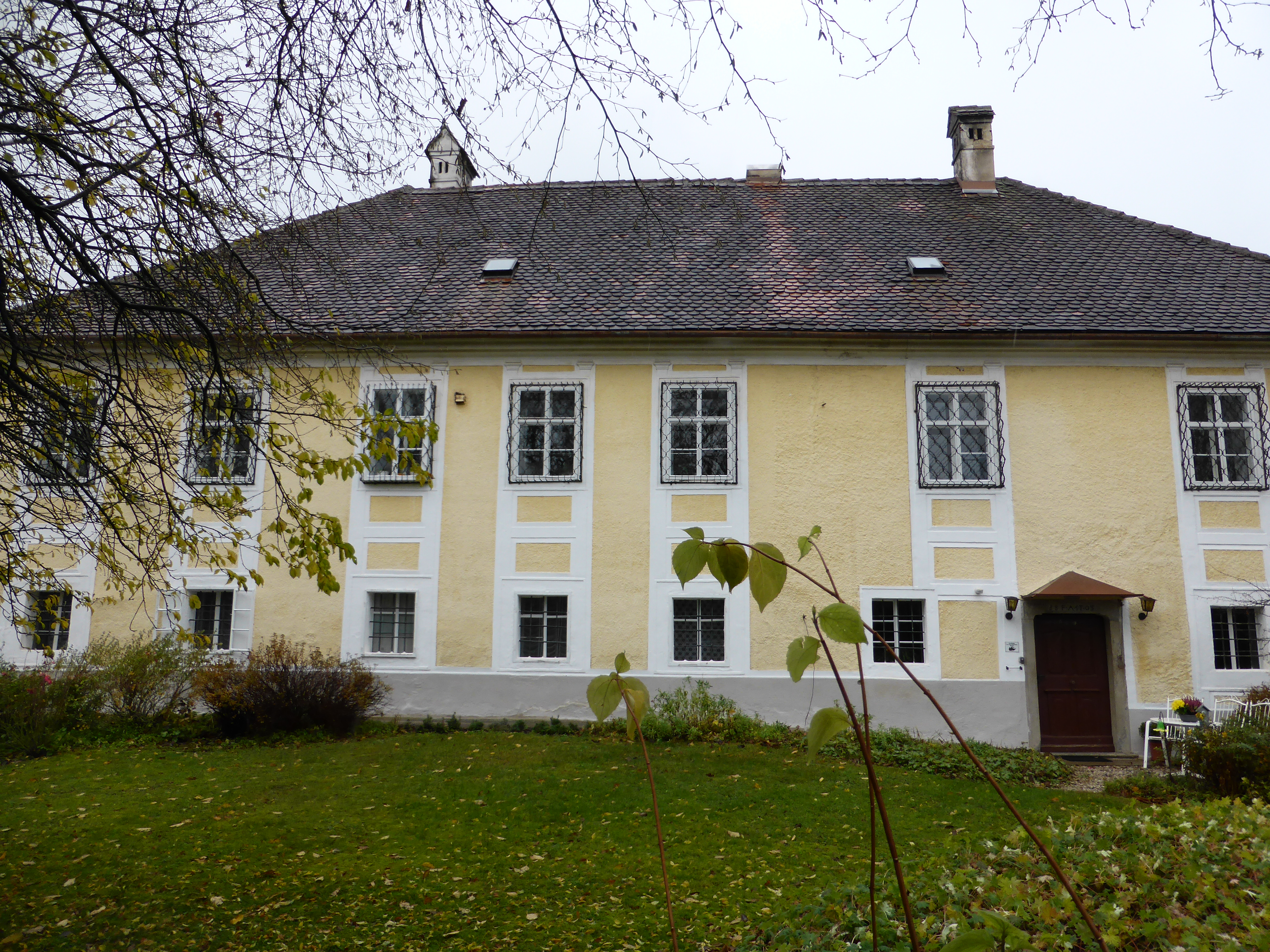
Alter Pfarrhof von Wolfern

Theresia Helm kam am 6. April 1801 in Neuzeug Nr. 1 auf die Welt und wurde am 7. April 1801 um 10 [Uhr] früh in der Pfarrkirche Sierning getauft, Taufpaten waren Handelsleute, nämlich H[err] Jos. und Fr. Theresia […] Bauhofer. Ihr Vater, Johann Ferdinand Helm, war Amtsverwalter, Gastgeb und der Herbergsvater der Flößer im Wirtshaus „Zum Krößwang“ in Neuzeug 1 (jetzt: Taverne Neuzeug, Theresia-Helm-Straße 28), ihre Mutter Anna Maria, eine geborene Mayrhofer, stammte ebenso aus Neuzeug.
Theresia wuchs in einem vermögenden Haushalt auf, da ihr Vater über reichlichen Grundbesitz verfügte, Einkünfte als Amtsverwalter der Herrschaft Gschwendt in Neuzeug erhielt, den oben erwähnten Gasthof betrieb und zudem die Messerer- und Verlegergerechtigkeit besaß. Ihre Mutter starb, als Theresia Helm zehn Jahre alt war, woraufhin ihr Vater ein zweites Mal heiratete, er aber selber nach wenigen Jahren verschied. Nun heiratete ihre Stiefmutter ebenso ein zweites Mal, im Jahre 1821, woraufhin Theresia Helm ab diesem Zeitpunkt Stiefeltern hatte.
1817 ist sie als Wirtschafterin im Pfarrhof Wolfern nachweisbar, führte um 1820 vorübergehend ihrem verwitweten Onkel väterlicherseits den Haushalt, muss aber 1822 in den Pfarrhof von Wolfern zurückgekehrt sein, wo sie ihren späteren Mann, den um zehn Jahre älteren Lehrer Anton Bruckner (sen.) kennenlernte. Am 30. September 1823 heiratete sie dann in Ansfelden Anton Bruckner (sen.), mit dem sie elf Kinder hatte, wovon nur fünf überlebten. Bei der Taufe ihres ersten Kindes Joseph Anton, das am 4. September 1824 um 4:15 Uhr in Ansfelden zur Welt kam und um 17:00 Uhr desselben Tages in der Pfarrkirche zum hl. Valentin getauft wurde, ist ihre Herkunft nochmals erwähnt. Nach dem Tode ihres Mannes, der 1837 verstarb, musste Theresia innerhalb von zwei Wochen die Dienstwohnung räumen und zog mit ihren vier jüngeren Kindern, ihrem verbliebenen Besitz, der auf einen Handkarren passte, und ihrer blinden Schwägerin nach Ebelsberg, wo sie als Hilfsmagd und Wäscherin arbeitete, während sie ihren Sohn Anton Bruckner im Stift St. Florian als Sängerknaben unterbrachte.

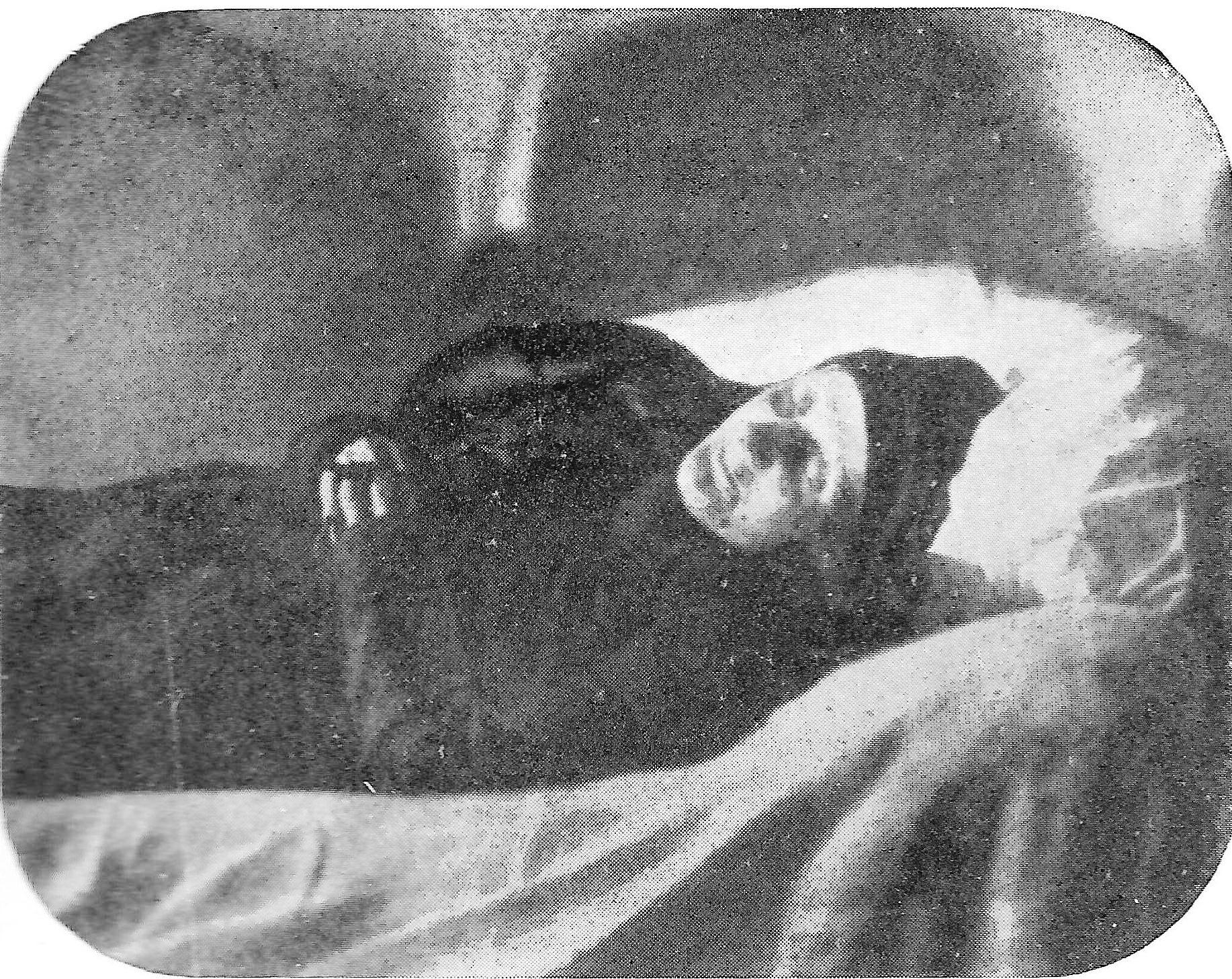
Theresia Bruckner, geb. Helm, auf ihrem Totenbett, 11. November 1860

Theresia Bruckner verstarb am Sonntag, dem 11. November 1860 in Linz-Ebelsberg (Ebelsberg Nr. 70) an Tuberkulose. Anton Bruckner, der seine Mutter finanziell unterstützt hatte, sie verehrte und immer ein Foto von ihr in seiner jeweiligen Wohnung hängen hatte, ließ daraufhin einen Fotografen aus Linz holen, um seine Mutter auf dem Totenbett ablichten zu lassen. An seine Schwester Rosalia schrieb er: „Liebe Sali! Leider muß ich Dir berichten, daß die Sache einen überraschenden Ausgang genommen hat. Unsere gute Mutter ist heute (11. November) um 4 Uhr ins bessere Jenseits gegangen. Die Leiche ist Dienstag früh Morgens, wobei ich Dich erhoffe. Vielleicht kommt auch der Schwager…“ Die Fotografie des Linzer Fotografen war danach, wie Bruckners Schüler berichten, zeitlebens hinter einem grünen Vorhang bedeckt in seiner Wohnung aufgehängt. Er betete, besonders in Zeiten seiner Krisen, vor diesem Bild seiner toten Mutter. Theresia Bruckner wurde in Ebelsberg bei Linz bestattet, 1924 aber umgebettet und im Grab ihres Mannes in Ansfelden beigesetzt.
Anton Bruckner erwähnte seine Mutter mehrmals in seinen Briefen. In einem Schreiben an Leopold Hofmeyr in Steyr z. B. bemerkte er 1882, dass er am 15. Oktober (hl. Theresia von Ávila) stets […] d[as] so theure Namensfest meiner seligen Mutter […] feiere. Seinem Freund Josef Kluger teilte er mit, dass er 1872, im Gedenken an seine Mutter, das Andante (Misterioso) im Adagio seiner 3. Symphonie an ihrem Namenstag komponiert habe.

## Ehrung
Zu Ehren von Theresia Helm benannte die Marktgemeinde Sierning eine Straße nach ihr.